# Ernest Pusey
Ernest Charles Pusey (ur. 5 maja 1895 w Bradenton na Florydzie, zm. 19 listopada 2006) – Amerykanin, znany z długowieczności, weteran I wojny światowej.
Wstąpił w United States Navy, następnie walczył na pokładzie pancernika Wyoming w czasie I wojny światowej. Przeszedł na emeryturę w 1958. Przeżył syna i dwie żony. Miał czterech wnuków i dziesięciu prawnuków.
10 listopada 2006 Pusey został odznaczony Medalem Zwycięstwa. Tego samego dnia zmarł inny weteran I wojny światowej, Maurice Floquet. Pusey zmarł 9 dni później, będąc w chwili śmierci 3. najstarszym żyjącym mężczyzną na świecie.